# Tipula violovitshiana
Tipula violovitshiana är en tvåvingeart som beskrevs av Evgenyi Nikolayevich Savchenko 1961. Tipula violovitshiana ingår i släktet Tipula och familjen storharkrankar. Inga underarter finns listade i Catalogue of Life.